# Niccolò Zanellato
Niccolò Zanellato, né le 24 juin 1998 à Milan, est un footballeur italien  qui évolue au poste de milieu de terrain au FC Crotone.

## Carrière

### En club
Ayant fait toute sa formation avec les jeunes de l'AC Mian, il est convoqué en équipe senior par Vincenzo Montella le 28 mai 2017, et commence son premier match lors des barrages de Ligue Europa 2017-2018 contre le Skendija Tetovo.
Le 31 janvier 2018, il est prêté à Crotone avec une obligation d'achat fixée à 300 milliers d'euros, avec intéressement de 50 % sur un transfert futur,. Il fait ses débuts avec le club calabrais le 4 avril suivant lors du match de Serie A perdu 4-1 contre Torino.
Relégué en Serie B avec le club rossoblù, après une première partie de saison où il peine à s'imposer, il marque le premier but de carrière le 25 janvier 2019 contre Foggia.
Lors de la saison 2019-2020, une blessure au genou l'éloigne des terrains de jeu à partir de décembre, ne retrouvant les terrains qu'à la reprise post-covid-19. Mais il se montre déjà décisif le 24 juillet 2020, marquant le but de l'égalisation dans le match remporté 5-1 contre le Livorno, qui rend officielle et mathématiquement certaine la promotion de Crotone en Serie A.
Devenu un titulaire régulier avec le club en championnat italien, il marque son premier but dans l'élite lors de la défaite 6-2 contre l'Inter, à San Siro,.

### En sélection
Déjà international avec les moins de 20 ans italiens, Zanellato fait ses débuts en espoirs le 6 septembre 2019, lors d'une victoire 4-0 en amical contre la Moldavie. Il devient par la suite un membre régulier de l'équipe des moins de 21 ans,.